# مركز هارفارد-سميثونيان للفيزياء الفلكية
مركز هارفارد-سميثونيان للفيزياء الفلكية (بالإنجليزية: Harvard–Smithsonian Center for Astrophysics (CfA) هو أحد أكبر مراكز أبحاث الفيزياء الفلكية في العالم
[بحاجة لمصدر] حيث يقوم علماء فيزيائيون بالبحث العلمي موسع يتضمن علم الفلك والفيزياء الفلكية وأبحاث الأرض وعلم الفضاء وتعليم الفيزياء. وتنطوي أهمية المركز في البحث في تقدم المعرفة وفهم الكون من خلال البحث العلمي وتعليم علم الفلك وفيزياء النجوم.
أسس المركز في عام 1973 كمشروع مشترك بين مؤسسة سميثونيان وجامعة هارفارد بالولايات المتحدة الأمريكية. وهو يشمل مرصد كلية هارفارد ومرصد سميثونيان لفيزياء النجوم. ويقع المبني الرئيسي للمركز بين شارعي «كونكورد أفينيو» و«جاردن ستريت»، وعنوانه 50 جاردن ستريت،كامبريدج، ماساتشوستس.
بالإضافة إلى هذا الموقع يتبع المركز عددا كبيرا من المعاهد العلمية في جميع أنحاء العالم. يرأس المركز «تشارلز ألكوك» منذ عام 2004. وكان يرأس المركز بين عامي 1982 إلى 1984 «إيروين شابيرو».
يقود مركز هارفارد سميثسونيان للفيزياء الفلكية أو يشارك في تطوير وتشغيل أكثر من خمسة عشر مرصدًا بحثيًا فلكيًا أرضيًا وفضائيًا عن طريق رصد ودراسة الطيف الكهرومغناطيسي للأجرام السماوية ، بما في ذلك تلسكوب ماجلان العملاق (GMT) القادم و مرصد تشاندرا الفضائي للأشعة السينية، أحد المراصد الكبيرة التابعة لوكالة ناسا.
يضم مركز هارفارد سميثسونيان للفيزياء الفلكية أكثر من 850 عالمًا ومهندسًا وموظف دعم، وهو من أكبر معاهد البحوث الفلكية في العالم. وشملت مشاريعه إنجازاتٍ حائزة على جائزة نوبل في علم الكونيات والفيزياء الفلكية عالية الطاقة، واكتشاف العديد من الكواكب الخارجية، والتقاط أول صورة لثقب أسود. كما يلعب المركز دورًا رئيسيًا في مجتمع أبحاث الفيزياء الفلكية العالمي: فعلى سبيل المثال، تم اعتماد نظام بيانات الفيزياء الفلكية (ADS) التابع له عالميًا كقاعدة بيانات عالمية على الإنترنت لأبحاث علم الفلك والفيزياء. عُرف المركز في معظم تاريخه باسم "مركز هارفارد سميثسونيان للفيزياء الفلكية"، ثم غيّر اسمه في عام 2018 إلى اسمه الحالي في محاولةٍ لتعكس مكانته الفريدة كتعاونٍ مشترك بين جامعة هارفارد ومؤسسة سميثسونيان. تشغل ليزا كيويلي منصب مديرة مركز هارفارد سميثسونيان للفيزياء الفلكية منذ عام 2022.

## تاريخ مركز الفيزياء الفلكية - هارفارد وسميثسونيان CfA
لا يُعد مركز الفيزياء الفلكية - هارفارد وسميثسونيان منظمة قانونية مستقلة رسميًا، بل كيان مؤسسي يعمل بموجب مذكرة تفاهم بين جامعة هارفارد ومؤسسة سميثسونيان. أُبرم هذا التعاون رسميًا في 1 يوليو 1973، بهدف تنسيق الأنشطة البحثية ذات الصلة لمرصد كلية هارفارد (HCO) و مرصد سميثسونيان للفيزياء الفلكية (SAO) بقيادة مدير واحد، ويقعان في مجمع المباني نفسه في حرم جامعة هارفارد بمدينة كامبريدج، ماساتشوستس. لذا، فإن تاريخ مركز الفيزياء الفلكية هو تاريخ المنظمتين المستقلتين تمامًا اللتين يتألف منهما. بسجل مشترك يمتد لأكثر من 300 عام، شهد مركزا الفيزياء الفلكية (HCO) وسميثسونيان إنجازات فلكية بارزة سبقت تأسيس مركز الفيزياء الفلكية. وفيما يلي ملخص موجز لهذه الإنجازات.

## تاريخ مرصد سميثسونيان للفيزياء الفلكية SAO
المقال الرئيسي: مرصد سميثسونيان للفيزياء الفلكية
أسس صامويل بيربونت لانجلي، السكرتير الثالث لمؤسسة سميثسونيان، مرصد سميثسونيان للفيزياء الفلكية في الساحة الجنوبية لقلعة سميثسونيان (في منتزه ناشيونال مول الأمريكي) في الأول من مارس عام 1890. كان الهدف الأساسي للمرصد في البداية هو "تعيين كمية حرارة الشمس ودراسة طبيعتها". عُيّن تشارلز غريلي أبوت أول مديرا لمرصد سميثسونيان للفيزياء الفلكية، وشغّل المرصد تلسكوبات شمسية لإجراء قياسات يومية لشدة الشمس في مناطق مختلفة من الطيف الكهرومغناطيسي البصري. وبذلك تمكّن المرصد أبوت من إجراء تحسينات جوهرية على الثابت الشمسي، بالإضافة إلى اكتشاف تقلبات في النشاط الشمسي ، وكان اكتشافه عن طريق الصدفة . من المرجح أن التاريخ المبكر لمرصد سميثسونيان الفلكي (SAO) كمرصد شمسي كان جزءًا من الإلهام وراء شعار "أشعة الشمس" الخاص بمؤسسة سميثسونيان، والذي صممته "كريميلدا بونتيس " عام ١٩٦٥.
في عام ١٩٥٥، انتقل المقر العلمي لمرصد سميثسونيان الفلكي من واشنطن العاصمة إلى كامبريدج، ماساتشوستس، للانضمام إلى مرصد كلية هارفارد (HCO). عُيّن فريد لورانس ويبل، رئيس قسم علم الفلك في جامعة هارفارد آنذاك، مديرًا جديدًا لمرصد سميثسونيان الفلكي. وبالتالي، فإن العلاقة التعاونية بين مرصدي سميثسونيان الفلكي ومرصد هارفارد الفلكي تسبق التأسيس الرسمي لمرصد هارفارد الفلكي بثمانية عشر عامًا. كما أدى انتقال مرصد سميثسونيان الفلكي إلى حرم جامعة هارفارد إلى توسع سريع في برنامجه البحثي. وبعد إطلاق سبوتنيك (أول قمر صناعي من صنع الإنسان في العالم) عام ١٩٥٧، قبل مرصد سميثسونيان الفلكي (SAO) تحديًا وطنيًا لإنشاء شبكة عالمية لتتبع الأقمار الصناعية بالتعاون مع القوات الجوية الأمريكية في مشروع "مسار الفضاء".
ثم أنشئت وكالة ناسا في العام التالي. وخلال سباق الفضاء قاد مرصد سميثسونيان الفلكي جهودًا كبيرة في تطوير المراصد المدارية والتلسكوبات الأرضية الكبيرة، والفيزياء الفلكية المختبرية والنظرية ، بالإضافة إلى تطبيق أجهزة الكمبيوتر على المسائل الفيزيائية الفلكية.

## تاريخ مرصد كلية هارفارد (HCO)
المقال الرئيسي: مرصد كلية هارفارد
.

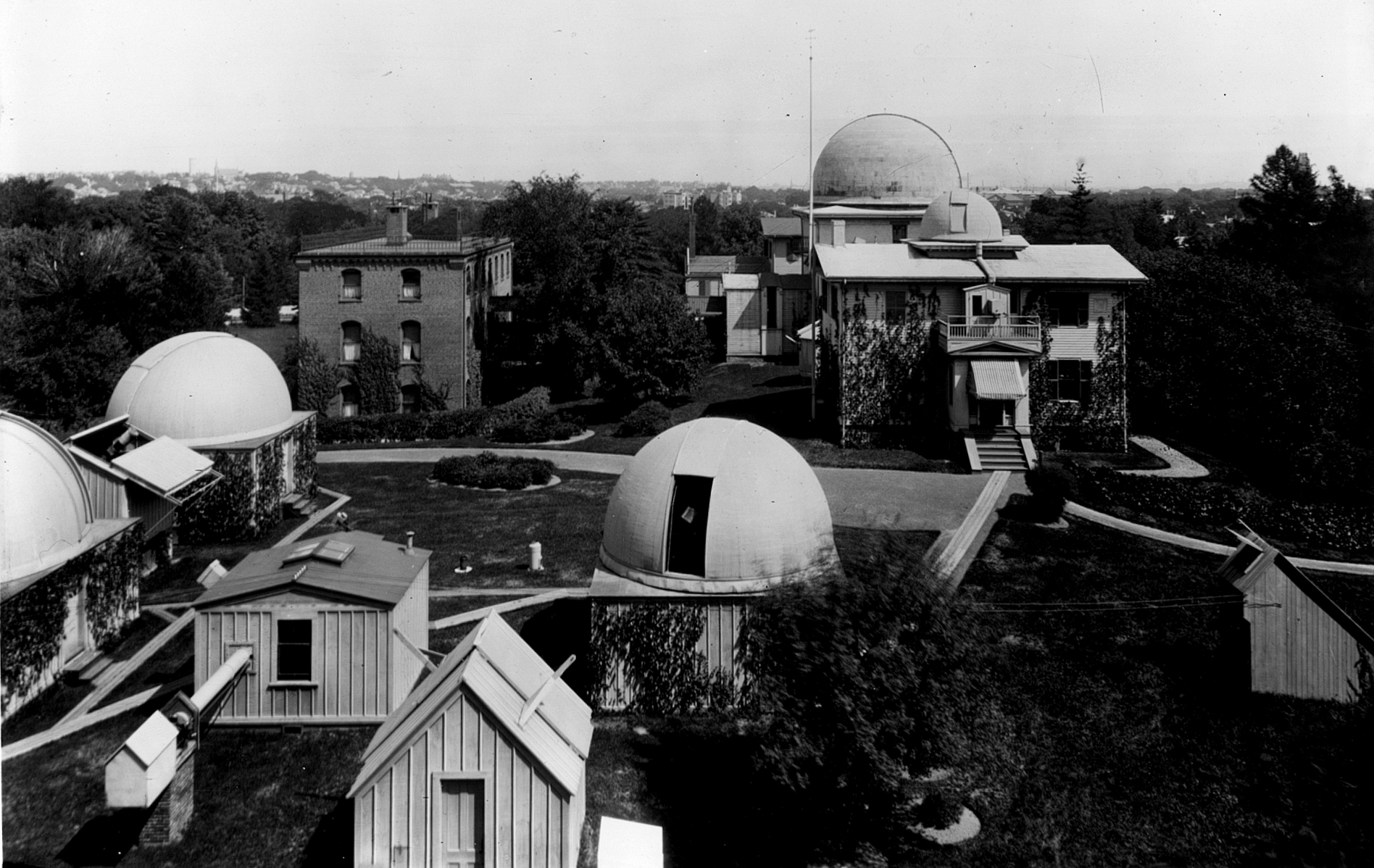
مرصد كلية هارفارد، حوالي عام ١٨٩٩. تظهر ساحة هارفارد ومدينة بوسطن في الخلفية البعيدة. معظم قباب التلسكوب في المقدمة لم تعد قائمة، لكن أكبر قبة في أعلى يمين الصورة، والتي تضم "التلسكوب الكاسر العظيم" الذي يعود تاريخه إلى عام ١٨٤٧، لا تزال قائمة. كان "التلسكوب الكاسر العظيم" أكبر تلسكوب في الولايات المتحدة حتى عام ١٨٦٧. وكان أول تلسكوب يلتقط صورة فوتوغرافية للقمر.

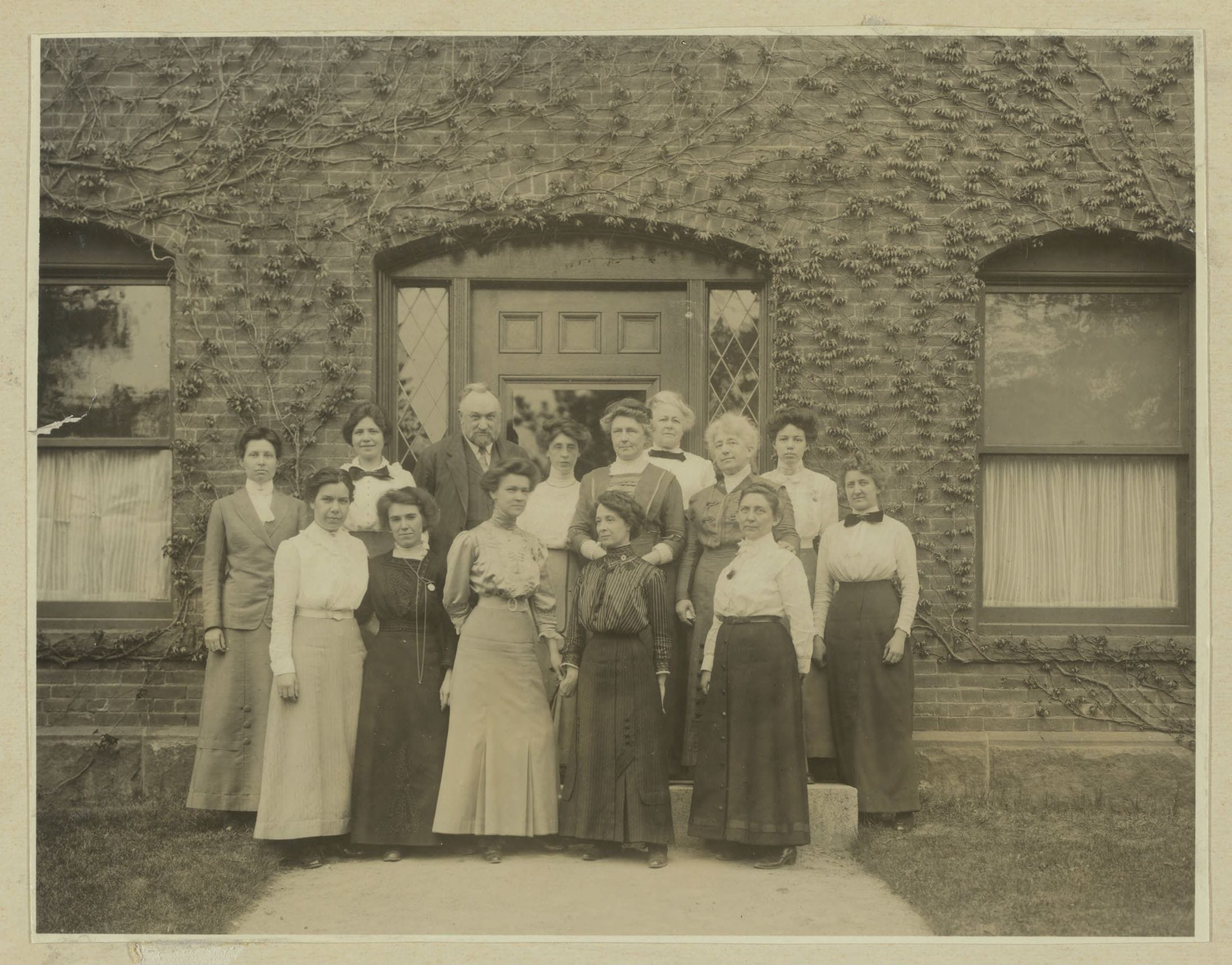
قسم أجهزة كمبيوتر مرصد كلية هارفارد (اليوم) أمام المبنى C في مرصد كلية هارفارد من عام ١٣ مايو ١٩١٣. يوجد مركز الفيزياء الفلكية في نفس الموقع اليوم. الصف الخلفي (من اليسار إلى اليمين): مارغريت هاروود (أقصى اليسار)، مولي أوريلي، إدوارد سي. بيكرينغ، إديث جيل، آني جامب كانون، إيفلين ليلاند (خلف كانون)، فلورنس كوشمان، ماريون وايت (خلف كوشمان)، غريس بروكس. الصف الأمامي: أرفيل ووكر، غير معروف (ربما جوهانا ماكي)، ألتا كاربنتر، مابل جيل، إيدا إي. وودز

استجابةً جزئيًا لتجدد الاهتمام العام بعلم الفلك عقب عودة مذنب هالي عام ١٨٣٥، تأسس مرصد كلية هارفارد عام ١٨٣٩، عندما عيّنت مؤسسة هارفارد ويليام كرانش بوند "مراقبًا فلكيًا للجامعة". خلال السنوات الأربع الأولى من تشغيله، كان المرصد يقع في منزل دانا-بالمر (حيث أقام بوند أيضًا) بالقرب من ساحة هارفارد، وكان يتألف من ثلاثة تلسكوبات صغيرة وساعة فلكية. في كتابه الصادر عام ١٨٤٠ والذي يروي تاريخ الكلية، أشار رئيس جامعة هارفارد آنذاك، جوشيا كوينسي الثالث، إلى "الحاجة إلى تلسكوب عاكس مُثبّت استوائيًا". افتُتح هذا التلسكوب "الإنكساري العظيم" (ذو عدسة محدبة) بقطر ١٥ بوصة، بعد سبع سنوات (عام ١٨٤٧) (عليك أن تتصور مساحة "عدسة الإنكساري العظيم " مقارنة بمرايا حديثة للمقربات بقطر 8,2 أمتار (مثل المقراب الكبير جدا الموجود في جنوب تشيلي ). على قمة تل المرصد في كامبريدج (حيث لا يزال موجودًا حتى اليوم، في أقدم مباني مجمع كلية هارفارد للتصوير الفلكي). كان هذا التلسكوب الأكبر في الولايات المتحدة من عام ١٨٤٧ حتى عام ١٨٦٧. استخدم ويليام بوند والمصور الرائد جون آدامز ويبل التلسكوب الإنكساري العظيم (نشأت التسمية لأن العدسات تكسر الأشعة الضوئية) لإنتاج أول صور داجيرية (نسبة لإسم مخترعها "داجير") واضحة للقمر (فازا بجائزة في المعرض الكبير بلندن عام ١٨٥١). استخدمه بوند وابنه، جورج فيليبس بوند (ثاني مدير لـمرصد كلية هارفارد HCO)، لاكتشاف قمر زحل الثامن، هايبريون (الذي اكتشفه ويليام لاسيل بشكل مستقل أيضًا).
تحت إدارة إدوارد تشارلز بيكرينغ من عام ١٨٧٧ إلى عام ١٩١٩، أصبح المرصد أكبر مُنتج عالمي للأطياف النجمية وقيمها، وأنشأ محطة رصد في بيرو، وطبّق أساليب الإنتاج الضخم لتحليل البيانات. خلال هذه الفترة، شهد مرصد HCO سلسلة من الاكتشافات الكبرى في تاريخ علم الفلك، مدعومة بما يُسمى "أجهزة الكمبيوتر" في المرصد (وهي نساء وظفهن بيكرينغ كعاملات ماهرات لمعالجة البيانات الفلكية). وشملت هذه "الأجهزة" ويليامينا فليمينغ، وآني جامب كانون، وهنريتا سوان ليفيت، وفلورنس كوشمان، وأنتونيا موري، وجميعهن يُعرفن اليوم على نطاق واسع بأنهن شخصيات بارزة في التاريخ العلمي. على سبيل المثال، اكتشفت هنريتا سوان ليفيت ما يُسمى بعلاقة الفترة-السطوع لنجوم سيفيد المتغيرة الكلاسيكية، مُؤسسةً بذلك أول "شمعة قياسية" رئيسية لقياس المسافة إلى المجرات. يُطلق على هذا الاكتشاف الآن اسم "قانون ليفيت"، ويُعتبر من أهم الاكتشافات في تاريخ علم الفلك؛ إذ استخدمه علماء فلك، مثل إدوين هابل، لاحقًا لإثبات تمدد الكون، وهو الدليل الأساسي على نظرية الانفجار العظيم.
بعد تقاعد بيكرينغ عام ١٩٢١، انتقلت إدارة مرصد HCO إلى هارلو شابلي (أحد أبرز المشاركين فيما عُرف بـ"النقاش الكبير" عام ١٩٢٠). اشتهرت هذه الحقبة من عمر المرصد بفضل عمل سيسيليا باين-جابوشكين، التي أصبحت أول امرأة تحصل على درجة الدكتوراه في علم الفلك من كلية رادكليف (على بُعد مسافة قصيرة سيرًا على الأقدام من المرصد). اقترحت أطروحة باين-جابوشكين عام ١٩٢٥ أن النجوم تتكون أساسًا من الهيدروجين والهيليوم، وهي فكرة اعتُبرت سخيفة آنذاك. بين فترة تولي شابلي منصبَه وتأسيس مركز سميثسونيان للفيزياء الفلكية، أدار المرصد دونالد هـ. مينزل، ثم ليو غولدبرغ، وكلاهما حافظ على برامج معترف بها على نطاق واسع في مجال الفيزياء الفلكية الشمسية والنجمية. لعب مينزل دورًا رئيسيًا في تشجيع مرصد سميثسونيان للفيزياء الفلكية على الانتقال إلى كامبريدج والتعاون بشكل أوثق مع مركز سميثسونيان للفيزياء الفلكية.

## تاريخ مشترك كمركز للفيزياء الفلكية CfA
بدأ التعاون للتأسيس الذي أدى في النهاية إلى إنشاء مركز الفيزياء الفلكية بانتقال SAO إلى كامبريدج عام ١٩٥٥. وعُيّن فريد ويبل، الذي كان رئيسًا لقسم علم الفلك في جامعة هارفارد (الموجود ضمن HCO منذ عام ١٩٣١ ))، مديرًا جديدًا لـ SAO في بداية هذه الحقبة الجديدة؛ وهو اختبار مبكر للإدارة الموحدة بين HCO وSAO. وشهدت السنوات الثماني عشرة التالية اندماج الكيانين المستقلين بشكل وثيق ليعملا بفاعلية كمركز أبحاث كبير واحد.
تم إضفاء الطابع الرسمي على هذه العلاقة المشتركة من خلال مركز هارفارد سميثسونيان الجديد للفيزياء الفلكية في ١ يوليو ١٩٧٣. وعُيّن جورج ب. فيلد، المنتسب آنذاك إلى بيركلي، أول مدير له. في العام نفسه، وأُنشئت مجلة فلكية جديدة، وهي سلسلة منشورات CfA ، واكتشفت الأحهزة المشتركة التي كانت على متن سكاي لاب ثقوبًا إكليلية على الشمس. تزامن تأسيس CfA أيضًا مع نشأة علم فلك الأشعة السينية كمجال رئيسي جديد هيمن عليه علماء المؤسستين إلى حد كبير في سنواته الأولى. ثم أسس ريكاردو جياكوني، الذي يُعتبر "أب علم فلك الأشعة السينية"، قسم الفيزياء الفلكية عالية الطاقة داخل CfA بنقل معظم مجموعته البحثية (التي كانت آنذاك في العلوم والهندسة الأمريكية) إلى SAO عام 1973. لاحقًا أطلقت هذه المجموعة مرصد أينشتاين (أول تلسكوب تصوير بالأشعة السينية) عام 1976، وقادت في النهاية مقترحات وتطوير ما أصبح لاحقًا مرصد تشاندرا الفضائي للأشعة السينية. وكان مرصد تشاندرا هو ثاني أكبر مرصد تابع لناسا، وأقوى تلسكوب للأشعة السينية في التاريخ، يواصل عمله اليوم كجزء من مركز تشاندرا للأشعة السينية التابع لمركز تشارلز وولف للأشعة السينية. فاز جياكوني لاحقًا بجائزة نوبل في الفيزياء عام ٢٠٠٢ لعمله التأسيسي في علم فلك الأشعة السينية.
بعد إطلاق مرصد أينشتاين بفترة وجيزة، فاز ستيفن واينبرغ من مركز تشارلز وولف للأشعة السينية بجائزة نوبل في الفيزياء عام ١٩٧٩ لعمله في توحيد الكهروضعيفة. شهد العقد التالي انطلاق مسح مركز تشارلز وولف للأشعة السينية للانزياح الأحمر التاريخي (أول محاولة لرسم خريطة لبنية الكون واسعة النطاق)، بالإضافة إلى إصدار "التقرير الميداني"، وهو مسح عقدي مؤثر للغاية في علم الفلك والفيزياء الفلكية، برئاسة جورج فيلد، المدير السابق لمركز تشارلز وولف للأشعة السينية. في عام ١٩٨٢، استُبدل بإيروين شابيرو، الذي أشرف خلال فترة إدارته (من ١٩٨٢ إلى ٢٠٠٤) على توسيع مرافق الرصد التابعة لمركز هارفارد سميثسونيان للفيزياء الفلكية حول العالم، بما في ذلك مرصد فريد لورانس ويبل الذي أُطلق عليه اسمًا حديثًا، وتلسكوب الأشعة تحت الحمراء (IRT) على متن مكوك الفضاء، وتلسكوب المرايا المتعددة (MMT) بقطر ٦.٥ متر، والقمر الصناعي سوهو، وإطلاق مرصد تشاندرا عام ١٩٩٩. وشملت الاكتشافات التي قادها مركز CfA خلال هذه الفترة العملَ الأساسي على المستعر الأعظم 1987 إيه ، و"السور العظيم CfA2" (الذي كان آنذاك أكبر هيكل متماسك معروف في الكون)، وأفضل دليل حتى الآن على وجود ثقوب سوداء هائلة، وأول دليل مقنع على وجود كوكب خارج المجموعة الشمسية.
شهدت ثمانينيات القرن العشرين أيضًا دورًا بارزًا لمركز CfA في تاريخ علوم الحاسوب والإنترنت: ففي عام ١٩٨٦، بدأ مركز SAO في تطوير SAOImage، أحد أوائل التطبيقات القائمة على X11 في العالم المتاحة للعامة (ويظل خليفته، DS9، أكثر عارضات الصور الفلكية استخدامًا في العالم). خلال هذه الفترة، بدأ العلماء ومطورو البرامج في مركز CfA العمل على ما سيصبح لاحقًا نظام بيانات الفيزياء الفلكية (ADS)، إحدى أوائل قواعد البيانات الإلكترونية للأوراق البحثية في العالم. وبحلول عام ١٩٩٣، كان نظام ADS يُجري أول استعلامات روتينية عبر الأطلسي بين قواعد البيانات، وهو جانب أساسي من جوانب الإنترنت اليوم.

## مركز هارفارد لعلم الفلك اليوم

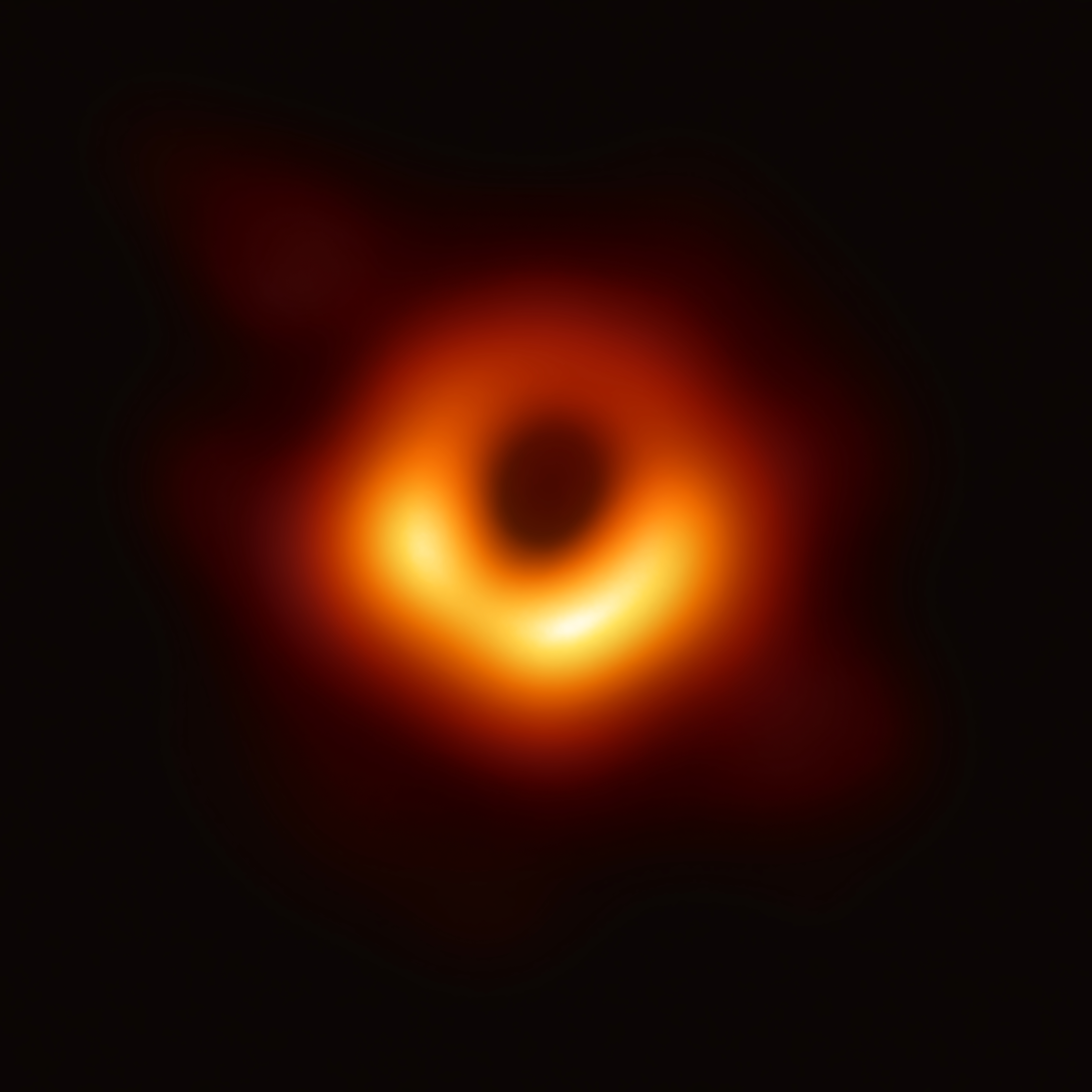
الصورة الأولى لحلقة الفوتون الخاصة بالثقب الأسود (M87*)، التي التقطها تلسكوب أفق الحدث. يلعب مركز هارفارد لعلم الفلك دورًا محوريًا في المشروع.

الصورة الأولى لحلقة الفوتون الخاصة بالثقب الأسود (M87*)، التي التقطها تلسكوب أفق الحدث. يلعب مركز هارفارد لعلم الفلك دورًا محوريًا في المشروع.[15]
الأبحاث في مركز هارفارد لعلم الفلك
عُيّن تشارلز ألكوك، المعروف بعدد من الأبحاث الرئيسية المتعلقة بالأجرام الهالة الضخمة المدير الثالث لمركز هارفارد لعلم الفلك عام 2004. يشرف ألكوك اليوم على أحد أكبر المعاهد الفلكية وأكثرها إنتاجية في العالم، بأكثر من 850 موظفًا وميزانية سنوية تتجاوز 100 مليون دولار. يضم قسم علم الفلك في جامعة هارفارد، التابع لمركز هارفارد لعلم الفلك، ما يقارب 60 طالب دكتوراه، وأكثر من 100 باحث ما بعد الدكتوراه، وحوالي 25 طالبًا جامعيًا متخصصًا في علم الفلك والفيزياء الفلكية من كلية هارفارد. في الوقت يستضيف معهد ساينس أفق الحدث برنامج تدريب صيفي طويل الأمد وعالي التقييم في جامعة ريفرسايد، بالإضافة إلى العديد من طلاب الدراسات العليا الزائرين. يُقدّر مركز الفيزياء الفلكية الكندي (CfA) أن ما يقارب 10% من مجتمع الفيزياء الفلكية المحترفين في الولايات المتحدة قد أمضوا جزءًا على الأقل من حياتهم المهنية أو تعليمهم هناك.
يُعد مركز الفيزياء الفلكية الكندي (CfA) إما قائدًا أو شريكًا رئيسيًا في عمليات مرصد فريد لورانس ويبل، و مصفوفة دون المليمتر ، و مرصد MMT، وتلسكوب القطب الجنوبي، وتلسكوب فيريتاس، وعدد من التلسكوبات الأرضية الأصغر الأخرى. تتضمن الخطة الاستراتيجية لمركز الفيزياء الفلكية الكندي (CfA) للفترة 2019-2024 بناء تلسكوب ماجلان العملاق كأولوية رئيسية للمركز.
إلى جانب مرصد تشاندرا الفضائي للأشعة السينية يلعب مركز الفيزياء الفلكية الكندي (CfA) دورًا محوريًا في عدد من مرافق الرصد الفضائية، بما في ذلك مسبار باركر الشمسي الذي أُطلق مؤخرًا، وتلسكوب كيبلر الفضائي، ومرصد ديناميكيات الشمس (SDO)، ومرصد هينود. كما لعب مركز سميثسونيان للفيزياء الفلكية (CfA)، عبر مرصد سميثسونيان للفيزياء الفلكية، دورًا رئيسيًا مؤخرًا في مرصد لينكس للأشعة السينية، وهو دراسة مفاهيمية لمهمة كبيرة بتمويل من ناسا، كُلّف بها كجزء من المسح العقدي لعلم الفلك والفيزياء الفلكية لعام 2020 ("Astro2020"). في حال إطلاقه، سيكون لينكس أقوى مرصد يقيس الأشعة السينية تم بناؤه حتى الآن، مما يتيح تقدمًا هائلاً في قدراته مقارنةً بمرصد تشاندرا.
يُعد مرصد سميثسونيان للفيزياء الفلكية (SAO) واحدًا من 13 معهدًا معنيًا بمجلس تلسكوب أفق الحدث، ويستضيف مركز سميثسونيان للفيزياء الفلكية مركز عمليات المصفوفات التابع له. في عام 2019، كشف المشروع عن أول صورة مباشرة لثقب أسود. تُعتبر النتيجة على نطاق واسع انتصارًا ليس فقط لعلم الفلك الرصدي، بل لتقاطعه مع الفيزياء الفلكية النظرية. وقد كان توحيد المجالات الفرعية الرصدية والنظرية للفيزياء الفلكية محور تركيز رئيسي لمركز سميثسونيان للفيزياء الفلكية منذ تأسيسه.
في عام ٢٠١٨، غيّر مركز الفيزياء الفلكية (CfA) اسمه الرسمي إلى "مركز الفيزياء الفلكية | هارفارد وسميثسونيان" ليعكس مكانته الفريدة كتعاون مشترك بين جامعة هارفارد ومؤسسة سميثسونيان. يتلقى المركز اليوم حوالي ٧٠٪ من تمويله من ناسا، و٢٢٪ من الأموال الفيدرالية لمؤسسة سميثسونيان، و٤٪ من المؤسسة الوطنية للعلوم. أما الـ ٤٪ المتبقية، فتأتي من جهات مانحة، منها وزارة الطاقة الأمريكية، ومؤسسة أننبرغ، بالإضافة إلى هبات وتبرعات أخرى.

## مراصد على الأرض
- مرصد فريد لورنز ويبل
- تلسكوب ماجلان
- مرصد إم إم تي
- مرصد القطب الجنوبي
- مصفوف تحت المليمتر
- تلسكوب 2ز1 متر للموجات المليمترية
- مصفوف فيريتاس

## مراصد في الفضاء
- مرصد شاندرا الفضائي للأشعة السينية
- هينود
- مهمة كبلر
- مرصد ديناميكا الشمس
- سوهو (مسبار شمسي)
- مقراب سبيتزر الفضائي

## مشروعات جديدة
- تلسكوب ماجلان الكبير
- مصفوف موركيسون واسع الحقل
- مصفوف كيلومتر مربع
- بان-ستارز
- تلسكوب سينوبتيك الكبير
- مرصد كونستليشن إكس

## التمويل
كان توزيع تمويل ميزانية المركز في عام 2010 كالآتي:
- ناسا: 70%
- مؤسسة سميثونيان مؤسسة حكومية: 22%
- المؤسسة الخيرية الوطنية للعلوم: 4%
- وزارة الطاقة الأمريكية: 1%
- مؤسسة أننبرج الخيرية: 1%
- تبرعات وهدايا: 1%
- مصادر أخرى: 1%

## إضافة عارضة
سمي الكويكب 10234 سيتيجاردن باسم عنوان المركز.